# Nordberliner SC
Maillots
Le Nordberliner SC est un club allemand de football localisé, dans le quartier de Heiligensee, dans l’arrondissement de Reinickendorf à Berlin.
Le club tire son nom d’une fusion, survenue en 2002, entre le SC Tegel et le SC Heiligensee.

## Localisation

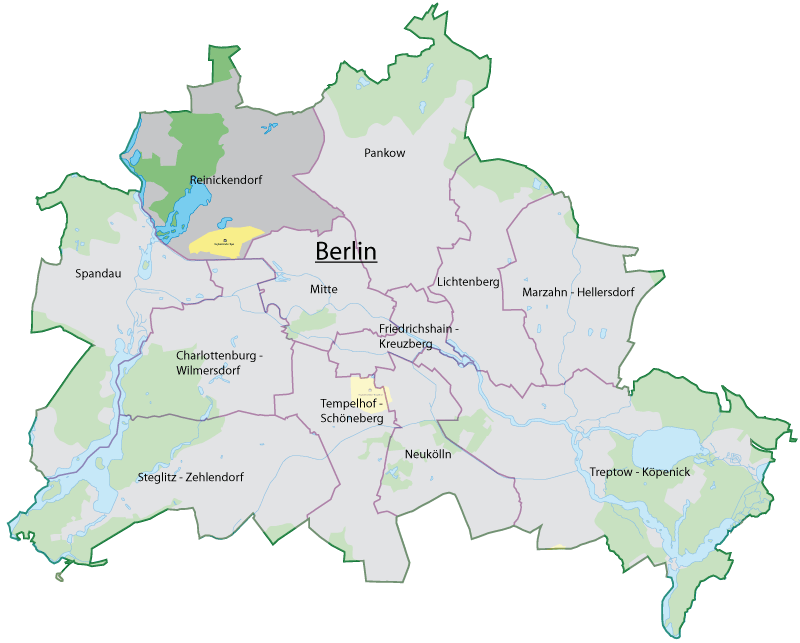
Localisation de l'arrondissement de Reinickendorf

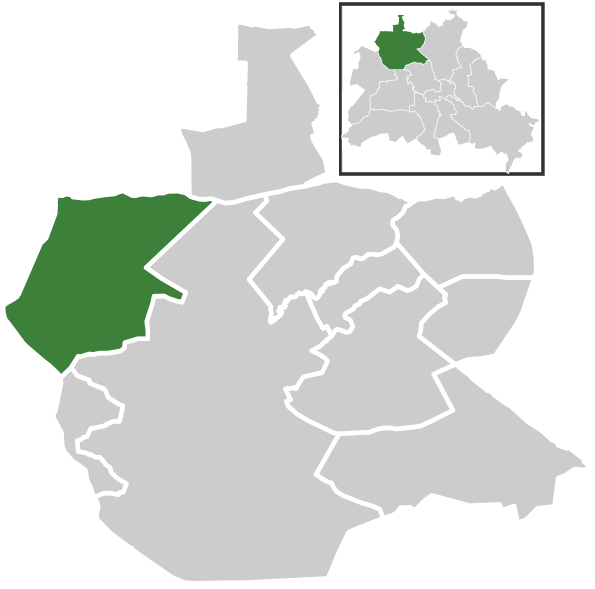
Les quartiers de l'arrondissement de Reinickendorf

## Histoire (section  football)
Le plus ancien des deux cercles ayant formé le Nordberliner SC est le Sport-Club Tegel qui fut fondé en 1919.
Le SC Tegel fut assez discret jusqu’au terme de la Seconde Guerre mondiale. Il évolua ensuite en Amateurliga Berlin (2e niveau) jusqu’en 1962 où il en remporta le titre. Cela permit au club de prendre part au Championnat d’Allemagne Amateur qu’il gagna en battant le TuRa Bonn en finale (1-0).
Grâce son titre berlinois, le club accéda à l’Oberliga Berlin, une des cinq ligues de niveau 1 créées par la DFB en 1947. Le club y joua lors de la dernière saison d’existence de cette ligue avant la création de la Bundesliga. Terminant 10e et dernier il futr relégué en Amateurliga Berlin devenue niveau 3, puisque entre la nouvelle élite et la plus haute ligue berlinoise se créa la Regionalliga Berlin au niveau 2.
En 1964, le SC Tegel termina à la troisième place de l’Amateurliga Berlin et monta en Regionalliga Berlin. Il n’y presta qu’une seule saison puis redescendit.
Le cercle rejoua alors en Amateurliga Berlin jusqu’en 1973 année il fut relégué au niveau 4.
En 1992, le SC Tegel et le SC Heligensee remontèrent au niveau 5 de la pyramide di football allemand : la Landesliga Berlin. La saison suivante, ils furent versés dans des groupes différents et en terminèrent chacun vice-champion.
Les deux équipes se retrouvèrent donc en Verbandsliga pour la saison 1993-1994. En fin d’exercice, Tegel (8e) devança Heligensee d’une place. La ligue recula au niveau 5 à la suite de l’instauration des Regionalligen au 3e étage. Un an plus tard, Heligensee termina à la troisième, soit sept rangs devant Tegel.
Les deux clubs prestèrent encore deux saisons dans cette ligue et furent relégués en même temps en fin d’exercice 1996-1997.
Le SC Tegel remonta directement en Verbandsliga, mais pas le SC Heligensee. En 1999, Tegel redescendit et en 2000, il lutta pour assurer son maintien tandis que Heligensee remporta l’autre groupe, regrimpa au niveau 5, mais n’y resta qu’une saison.
En fin de saison 2001-2002, le SC Tegel chuta au 7e niveau. Peu après, les deux clubs fusionnèrent pour former le Nordberliner SC qui prit la place d’Heligensee en Landesliga (niveau 6)

## Palmarès

### SC Tegel
- Champion d’Allemagne Amateur: 1962.
- Champion de l’Amateurliga Berlin: 1962.